# Iresine herbstii
Iresine herbstii là loài thực vật có hoa thuộc họ Dền. Loài này được Hook. mô tả khoa học đầu tiên năm 1864.